# Бамейи, Даниел
Даниел Колочо Байеми (англ. Daniel Kolocho Bayemi; 4 января 2006, Нигерия) — нигерийский футболист, защитник клуба «Байелса Юнайтед» и сборной Нигерии.

## Клубная карьера
Бамейи является воспитанником клуба «Юм-Юм», хотя сообщалось, что в Нигерии не существует клуба с таким названием. Главный тренер молодёжной сборной Нигерии Ладан Боссо заявил в конце мая 2023 года, что «Юм-Юм» действительно был настоящим клубом, который на самом деле назывался «Академия Юм-Юм».

## Карьера в сборной
Бамейи представлял молодёжную сборную Нигерии на Кубке африканских наций 2023 года среди юношей до 20 лет, будучи капитаном команды, занявшей третье место в соревновании. Он был дисквалифицирован на матч четвертьфинала после того, как получил две жёлтые карточки в групповом этапе, а ошибка, допущенная им самим в полуфинале, позволила Гамбии забить единственный и победный гол в матче.
Бамейи впервые был вызван в сборную Нигерии в ноябре 2022 года на товарищеский матч против Коста-Рики, в этом матче и дебютировал. Его снова вызвали в основную команду на два квалификационных матча Кубка африканских наций 2023 года против Гвинеи-Бисау.